# Exposição Internacional de 1981
A Exposição Internacional de 1981 foi uma feira mundial especializada, regulamentada pelo Bureau Internacional de Exposições e aconteceu entre 14 de junho a 12 de julho de 1981 em Plovdiv, Bulgária.
O tema da exposição foi "Caça, pesca e o homem na sociedade". O objetivo foi apresentar o meio-ambiente através de exibições dos países participantes, o desenvolvimento da caça em diferentes partes do mundo, mostrando a interação entre a caça, pesca e o homem na sociedade contemporânea, a fim de contribuir na manutenção e na força da cultura da caça